# فن يهودي شعائري

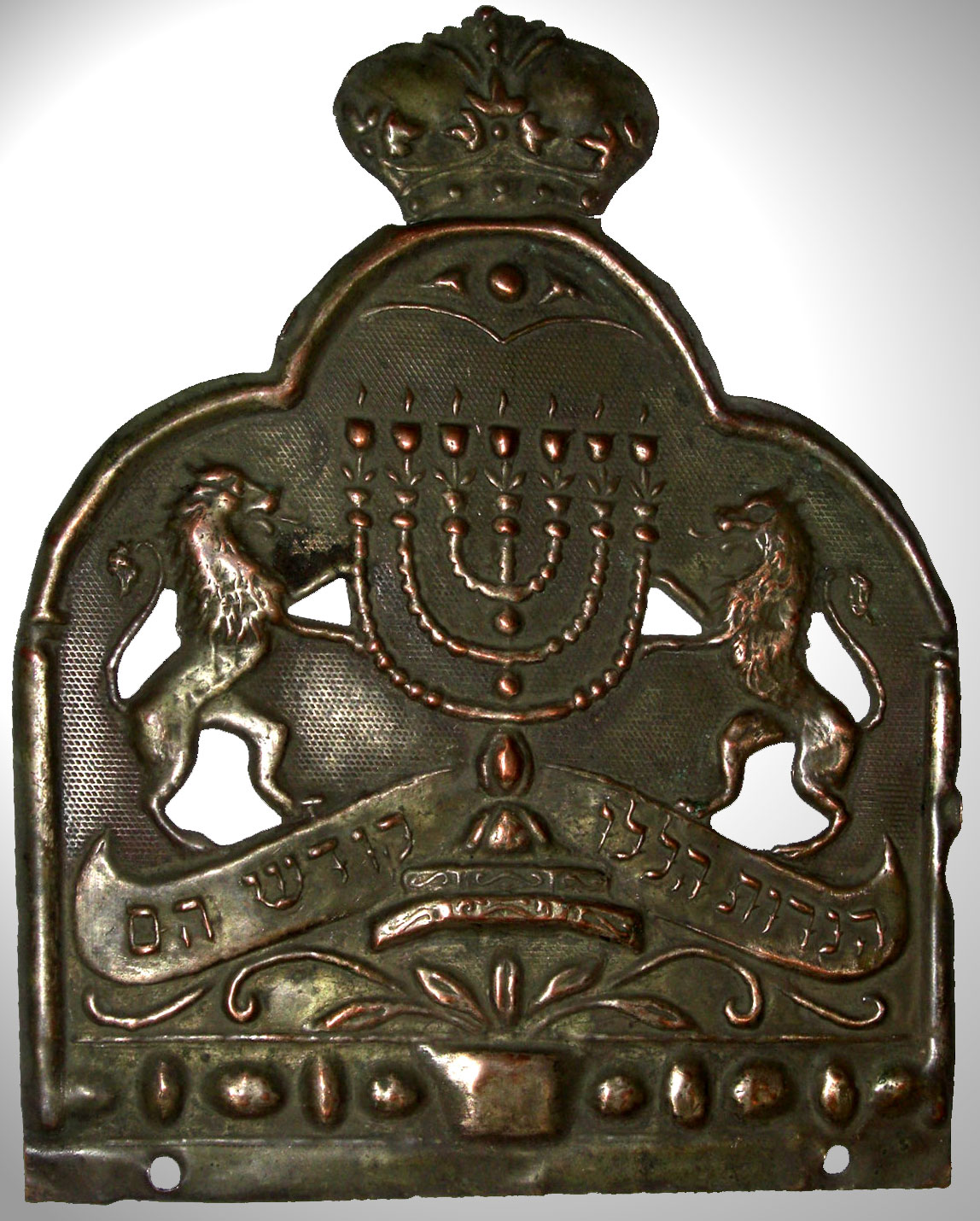

يُشير الفن الشعائري اليهودي، المعروف أيضًا باسم جوديكا، إلى مجموعة من الأشياء التي يستخدمها اليهود لأغراض الطقوس. نظرًا لأن تحسين الميتزفة عن طريق أدائها بشكل جميل وخاص، يُعتبر طريقة جديرة بالثناء لتكريم وصايا الله، فإن لليهودية تقليد طويل في تكليف الحرفيين والفنانين لأغراض طقسية. 

## أصل نصي
تمتلك اليهودية مجموعة من التفسيرات الربانية الكلاسيكية المبكرة على التناخ (الكتاب المقدس اليهودي)، تُعرف مجموعات التفاسير هذه بأدب المدراش. في مدراش مخيلتا للحاخام إسماعيل يوجد هذا التعليم من الكتاب المقدس:
«هذا إلهي وأنا أمجده» (خروج 2:15)

هل يمكن للإنسان أن يضيف مجدًا لخالقه؟ ما يعنيه هذا حقًا: سأمجد الله بالطريقة التي أؤدي بها الوصايا. سوف أجهز اللولاف الجميل والسكة الجميلة والأهداب الجميلة (تزيتزيت) والتيفيلين الجميل.
تقدم تعاليم المدراش الأخرى (مثال: شير هاشيريم راباه 15.1) نفس الفكرة. فهمت الأجيال اللاحقة هذا التعليم على أنه واجب، عندما يكون ذلك ممكنًا، لصنع أشياء جميلة مستخدمة في الحياة اليهودية والعبادة المادية والنصية.

## الأدوات المستخدمة في يوم السبت (شبات)
تُستخدم الأدوات التالية خلال يوم السبت:
- كوب كيدوش: حرفيًا «التقديس»، وهي بركة تُتلى على النبيذ أو عصير العنب في مراسم يوم السبت والأعياد اليهودية. تحتوي أكواب كوديش على الكثير من الزخارفن وهي مصنوعة بشكل عام من الخزف والبورسلين والفضة والبيوتر والنيكل.
- حوامل شموع شبات
- كوب غسيل الأيدي («نيتيلات يديام»)
- غطاء ولوح تقطيع تشالا
- شمعة وحامل شموع هافاداله
- علبة بهارات هافاداله

يتميز ختام يوم السبت اليهودي (شبات) بمراسم هافاداله قصيرة، والتي تُقام عادة في المنزل. يتطلب جزء من الاحتفال استنشاق التوابل أو النباتات ذات الرائحة الحلوة. في المجتمعات اليهودية حول البحر الأبيض المتوسط، استُخدم غصن من شجيرة ذات رائحة حلوة، في شمال أوروبا بحلول القرن الثاني عشر، كانت هناك مراجع أدبية لاستخدام صندوق أو وعاء توابل مصمم خصيصًا. يعود تاريخ أقدم علب للتوابل صامدة من الهافاداله إلى منتصف القرن السادس عشر. يمتلك المتحف اليهودي (نيويورك) مثالًا ألمانيًا نحو عام 1550، يُعتقد أنه من فرانكفورت أم ماين.

### أدوات الحانوكا
ربما يكون الشمعدان المستخدم في عطلة عيد الحانوكا اليهودية هو أكثر السلع المنتجة بشكل كبير في فنون الطقوس اليهودية. يُعد مصباح ليندو مثالًا رائعًا بشكل خاص قدمه صانعو الفضة في القرن الثامن عشر. غالبًا ما يصمم الفنانون المعاصرون الشمعدانات، مثل الشمعدان النحاسي المطلي بالذهب مع 35 فرعًا قابل للحركة من تصميم يعقوب عجم. شمعدان فضي من تصميم زييف رايان يعود إلى الثلاثينيات من القرن العشرين، موجود في المجموعة اليهودية في متحف نورث كارولينا للفنون.
- شمعدان الحانوكا
- الدريدل
- حامل النقود
- شموع الحانوكا أو الزيت.